# Буччино
Буччино (итал. Buccino) — коммуна в Италии, располагается в области Кампания, в провинции Салерно.
Население составляет 5555 человек (на 2004 г.), плотность населения составляет 88 чел./км². Занимает площадь 65 км². Почтовый индекс — 84021. Телефонный код — 0828.
Покровительницей коммуны почитается Пресвятая Богородица (Santa Maria Immacolata), празднование в первое воскресение июля.